# Van Gogh (película)
Van Gogh es una película francesa de 1991 dirigida por Maurice Pialat. El film está protagonizado por Jacques Dutronc en el papel del pintor holandés Vincent van Gogh, una interpretación que le valió el Premio César al mejor actor. Ambientada en 1890, la película sigue los últimos 67 días de la vida de Van Gogh y explora sus relaciones con su hermano Theo van Gogh| Theo, su médico Paul Gachet (el más famoso como el tema de la pintura de Van Gogh  Retrato del Dr. Gachet ), y las mujeres en su vida, incluida la hija de Gachet, Marguerite.
El film fue seleccionado en la sección oficial del Festival Internacional de Cine de Cannes de 1991, y también por Francia para el Óscar a la mejor película de habla no inglesa en los Óscars de 1991, aunque no fue incluida en las nominaciones.

## Reparto
- Jacques Dutronc como Vincent van Gogh
- Alexandra London como Marguerite (Gachet)
- Bernard Le Coq como Theo van Gogh
- Gérard Séty como Paul Gachet
- Elsa Zylberstein como Cathy
- Corinne Bourdon como Jo
- Leslie Azzoulai como Adeline (como Leslie Azoulai)
- Jacques Vidal como Ravoux
- Lise Lamétrie como Madame Ravoux
- Chantal Barbarit como Madame Chevalier
- Claudine Ducret como Profesor de piano
- Frédéric Bonpart como La Mouche
- Maurice Coussonneau como Chaponval
- Didier Barbier como el idiota
- Gilbert Pignol como Gilbert
- André Bernot como The Red Mound

## Acercamiento a la biografía
El film está caracterizado por su anti-melodramatic and unsensationalistic a la vida de Van Gogh. Por esta razón, contracta con el largometraje de Vincente Minnelli de 1956 El loco del pelo rojo. Se dedica muy poco tiempo al arte y al trabajo de Van Gogh, con la mayor parte del tiempo de ejecución de 158 minutos ocupado por las relaciones personales a menudo difíciles del artista y el estado mental en declive. La película omite la mayoría de las referencias a muchos de los incidentes más famosos en la vida de Van Gogh (incluido su intento de cortarse la oreja en 1888) a favor de concentrarse en la dinámica social de finales del siglo XIX.
Escribiendo en  The Washington Post , el crítico  Desson Howe explica: "En la película, no ves a Van Gogh (Jacques Dutronc) completar la pincelada final de una obra maestra. Se ve a un hombre delgado y fibroso, que sufre dolores de cabeza, disfruta de las prostitutas y se entristece irasciblemente ". Van Gogh" te niega aspectos destacados familiares, te mantiene alejado de su codo de trabajo y evita la Cosa del Oído. Pero te muestra las cosas cotidianas en el medio. Esta es la historia de un artista que es humano, sacando lienzos o volviendo a cargarlos, sus famosas imágenes intencionalmente fuera de visión."